# Gymnura tentaculata
Gymnura tentaculata är en rockeart som först beskrevs av Müller och Henle 1841.  Gymnura tentaculata ingår i släktet Gymnura och familjen Gymnuridae. IUCN kategoriserar arten globalt som otillräckligt studerad. Inga underarter finns listade i Catalogue of Life.